# الامالدنیا
الامالدنیا (به لاتین: Elamaldeniya) یک منطقهٔ مسکونی در سری‌لانکا است که در استان مرکزی (سری‌لانکا) واقع شده‌است.